# Синеголовник пахучий
Синеголовник пахучий, или Эрингиум пахучий (лат. Eryngium foetidum) — вид тропических многолетних растений из рода Синеголовник семейства Зонтичные (Apiaceae). Происходит из Мексики и Южной Америки, культивируется во всём мире (больше всего в странах Азии) как пряность.

## Использование
Растение широко используется как приправа при мариновании в карибской кухне. Является важным ингредиентом кухни многих азиатских стран (Тайская кухня, Индийская кухня, Вьетнамская кухня). Иногда используется как заменитель кинзы, но обладает более сильным вкусом. По этой причине специи из этого растения ещё называют «мексиканский кориандр» или «длинный кориандр».
В лечебных целях используются листья и корни, из которых готовят отвар, применяемый для стимуляции аппетита, улучшения пищеварения, успокоения болей в животе.